# Ilsa Konrads

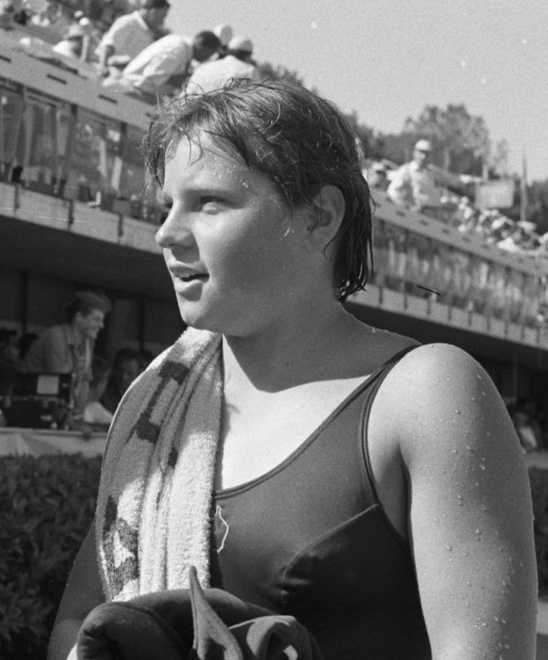
Ilsa Konrads (1960)

Ilsa Konrads (* als Ilze Konrade 29. März 1944 in Riga, Lettland) ist eine ehemalige australische Schwimmerin. Sie gewann bei den Olympischen Spielen 1960 in Rom eine Silbermedaille mit der 4-mal-100-Meter-Freistilstaffel. Bei den British Empire and Commonwealth Games gewann sie eine Gold- und eine Silbermedaille.

## Sportliche Karriere
Die Eltern von Ilse und John Konrads flohen mit ihren insgesamt vier Kindern Ende des Zweiten Weltkriegs und  kamen zunächst in ein Flüchtlingslager in Deutschland, wo sich John Konrads mit Poliomyelitis infizierte. Nachdem die Aufnahme der Familie in die Vereinigten Staaten gescheitert war, gelangten sie nach Australien und kamen zunächst in einem Lager in Uranquinty unter. Zur Behandlung von Johns Krankheit schlossen sich Ilsa und John einem Schwimmverein an, bei dem sie jeden Tag vor und nach der Schule zwei Stunden trainierten. Unter Trainer Don Talbot machten sie gute Fortschritte und wuchsen zu Weltklasseschwimmern heran.
Bei den British Empire and Commonwealth Games 1958 in Cardiff siegte die 13-jährige Ilsa Konrads über die 440 Yards Freistil vor den beiden Australierinnen Dawn Fraser und Lorraine Crapp. John Konrads gewann in Cardiff drei Goldmedaillen, die beiden waren das erste Bruder-Schwesterpaar, das Schwimmgoldmedaillen bei Commonwealth Games gewann. Zwei Jahre später trat Ilsa Konrads bei den Olympischen Spielen in Rom in vier Disziplinen an. Über 100 Meter Freistil verpasste sie als Neunte der Qualifikation das Finale um eine halbe Sekunde. Über 400 Meter Freistil erreichte Ilsa Konrads das Finale und belegte als beste Australierin den vierten Platz mit einer Sekunde Rückstand auf die drittplatzierte Niederländerin Catharina Lagerberg. Als nächster Wettbewerb wurde die Lagenstaffel ausgetragen. Konrads schwamm im Vorlauf die Freistil-Lage, im Finale schwamm auf dieser Lage Dawn Fraser. Medaillen für Einsätze in Vorläufen gab es 1960 noch nicht. Zum Abschluss der Schwimmwettbewerbe fand die Freistilstaffel statt. Hier wurde Ilsa Konrads im Vorlauf geschont. Im Finale schwammen Dawn Fraser, Ilsa Konrads, Lorraine Crapp und Alva Colquhoun auf den zweiten Platz hinter der Staffel aus den Vereinigten Staaten. Ihre letzte internationale Medaille gewann Ilsa Konrads bei den British Empire and Commonwealth Games 1962 in Perth. Hinter Dawn Fraser erhielt sie die Silbermedaille über 440 Yards Freistil.
Ilsa Konrads stellte im Lauf ihrer Karriere sieben Weltrekorde auf. 1971 wurde sie zusammen mit ihrem Bruder in die International Swimming Hall of Fame (ISHOF) aufgenommen. Seit 1987 ist Ilsa Konrads Mitglied der Sport Australia Hall of Fame. Sie wurde später Journalistin und Herausgeberin der australischen Ausgabe von Vogue.